# ブルーガウン
ブルーガウン（Blue Gown、1865年 - 1880年）は19世紀中ごろにイギリスで活躍した競走馬である。1867年から1869年にかけ11戦8勝、とくに1868年にはエプソムダービーとアスコットゴールドカップの2つの大きなレースに優勝した。
馬名は青いガウンの意。これは父Beadsmanから直接連想されたもので、スコットランドにおける公認の乞食 (Beadsman) が青いガウン (Blue Gown) を着ていたこと（彼らはそのためBlue Gownsと呼ばれていた）に由来している。なお、父もダービー馬（1858年）であり、ともにジョゼフ・ハーレイの生産馬である（騎手も共通する）。
種牡馬としては当初ドイツ、1879,1880年はイギリスで供用された。ドイツではウニオンレネン、ディアナ賞の勝ち馬を出している。1880年秋以降はジェームス・キーンによって1万3300ポンドで購入され、アメリカ合衆国に輸出されることになっていたが、大西洋上を輸送中、嵐に遭遇し重傷を負いそのまま死亡した。遺体は海に捨てられたという。

## 血統表
| ブルーガウンの血統（ジョーアンドリュース系（エクリプス系 / Touchstone 3x3=25.00%、 Tramp 父内4x5=9.38%、 Muley 5x5=6.25%） | ブルーガウンの血統（ジョーアンドリュース系（エクリプス系 / Touchstone 3x3=25.00%、 Tramp 父内4x5=9.38%、 Muley 5x5=6.25%） | ブルーガウンの血統（ジョーアンドリュース系（エクリプス系 / Touchstone 3x3=25.00%、 Tramp 父内4x5=9.38%、 Muley 5x5=6.25%） | （血統表の出典） | （血統表の出典） |
| 父 Beadsman 1855 黒鹿毛 イギリス                                                                                           | 父の父Weatherbit 1842 鹿毛 イギリス                                                                                        | Sheet Anchor | Lottery          | Lottery          |
| 父 Beadsman 1855 黒鹿毛 イギリス                                                                                           | 父の父Weatherbit 1842 鹿毛 イギリス                                                                                        | Sheet Anchor | Morgiana         |                  |
| 父 Beadsman 1855 黒鹿毛 イギリス                                                                                           | 父の父Weatherbit 1842 鹿毛 イギリス                                                                                        | Miss Letty | Priam            | Priam            |
| 父 Beadsman 1855 黒鹿毛 イギリス                                                                                           | 父の父Weatherbit 1842 鹿毛 イギリス                                                                                        | Miss Letty | Orville Mare     |                  |
| 父 Beadsman 1855 黒鹿毛 イギリス                                                                                           | 父の母Mendicant 1843 青鹿毛 イギリス                                                                                       | Touchstone | Camel            | Camel            |
| 父 Beadsman 1855 黒鹿毛 イギリス                                                                                           | 父の母Mendicant 1843 青鹿毛 イギリス                                                                                       | Touchstone | Banter           |                  |
| 父 Beadsman 1855 黒鹿毛 イギリス                                                                                           | 父の母Mendicant 1843 青鹿毛 イギリス                                                                                       | Lady Moore Carew | Tramp            | Tramp            |
| 父 Beadsman 1855 黒鹿毛 イギリス                                                                                           | 父の母Mendicant 1843 青鹿毛 イギリス                                                                                       | Lady Moore Carew | Kite             |                  |
| 母 Bas Bleu 1858 鹿毛 イギリス                                                                                             | 母の父Stockwell 1849 栗毛 イギリス                                                                                         | The Baron | Birdcatcher      | Birdcatcher      |
| 母 Bas Bleu 1858 鹿毛 イギリス                                                                                             | 母の父Stockwell 1849 栗毛 イギリス                                                                                         | The Baron | Echidna          |                  |
| 母 Bas Bleu 1858 鹿毛 イギリス                                                                                             | 母の父Stockwell 1849 栗毛 イギリス                                                                                         | Pocahontas | Glencoe          | Glencoe          |
| 母 Bas Bleu 1858 鹿毛 イギリス                                                                                             | 母の父Stockwell 1849 栗毛 イギリス                                                                                         | Pocahontas | Marpessa         |                  |
| 母 Bas Bleu 1858 鹿毛 イギリス                                                                                             | 母の母Vexation 1845 鹿毛 イギリス                                                                                          | Touchstone | Camel            | Camel            |
| 母 Bas Bleu 1858 鹿毛 イギリス                                                                                             | 母の母Vexation 1845 鹿毛 イギリス                                                                                          | Touchstone | Banter           |                  |
| 母 Bas Bleu 1858 鹿毛 イギリス                                                                                             | 母の母Vexation 1845 鹿毛 イギリス                                                                                          | Vat | Langar           | Langar           |
| 母 Bas Bleu 1858 鹿毛 イギリス                                                                                             | 母の母Vexation 1845 鹿毛 イギリス                                                                                          | Vat | Wire F-No.1-o    |                  |